# サン・サドゥルニーニョ

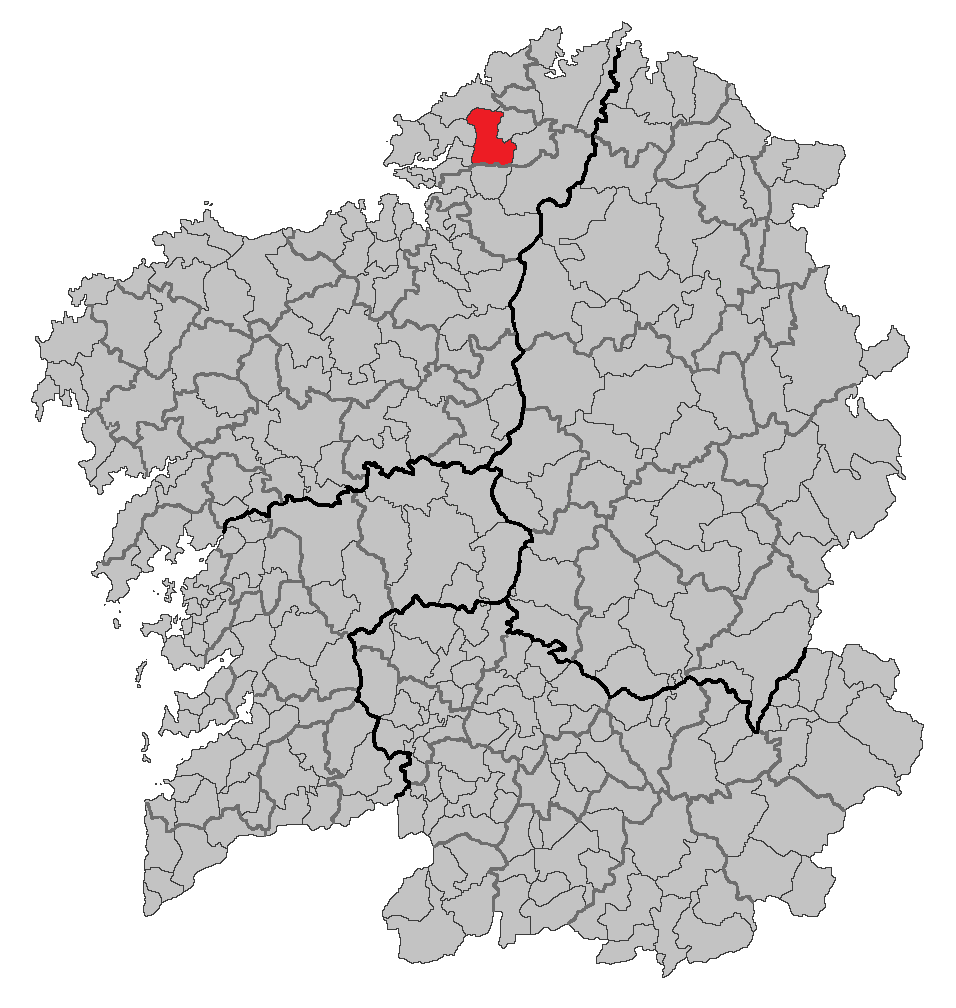

サン・サドゥルニーニョ（San Sadurniño）は、スペイン、ガリシア州、ア・コルーニャ県の自治体、コマルカ・デ・フェロルに属する。ガリシア統計局によると、2011年の人口は3,099人（2010年：3,098人、2009年：3,119人、2006年：3,182人、2005年：3,179人、2004年：3,229人、2003年：3,272人）である。カスティーリャ語表記はSan Saturnino（サン・サトゥルニーノ）。
ガリシア語話者の自治体住民に占める割合は97.27%（2001年）。

## 地理
サン・サドゥルニーニョはア・コルーニャ県の北東部に位置し、コマルカ・デ・フェロルに属する。北はバルドビーニョ、東はモエーチェとアス・ソモーサス、南はア・カペーラ、西がネダとナロンの各自治体と隣接、自治体の中心地区は、サン・サドゥルニーニョ教区のアベニーダ・ド・マルケス・デ・フィゲローア地区。
サン・サドゥルニーニョはフェロル司法管轄区に属す。

### 人口
自治体人口は7教区の193の集落に分散している。
| サン・サドゥルニーニョの人口推移 1900－2010             |
|                                                         |
| 出典:INE（スペイン国立統計局）1900年 - 1991年、1996年 - |

## 政治
自治体首長はガリシア民族主義ブロック（BNG）のセクンディーノ・ガルシーア・カサル（Secundino García Casal）、自治体評議員はガリシア民族主義ブロック：7、ガリシア国民党（PPdeG）：3、ガリシア社会党（PSdeG-PSOE）：1となっている（2011年5月22日の自治体選挙結果、得票順）。
| 1999年6月13日自治体選挙 |        |        |          |
| 政党                    | 得票数 | 得票率 | 獲得議席 |
| PPdeG                   | 1,321  | 56.33% | 7        |
| BNG                     | 531    | 22.64% | 2        |
| PSdeG-PSOE              | 459    | 19.57% | 2        |

| 2003年5月25日自治体選挙 |        |        |          |
| 政党                    | 得票数 | 得票率 | 獲得議席 |
| PPdeG                   | 1,318  | 58.68% | 7        |
| BNG                     | 607    | 27.03% | 3        |
| PSdeG-PSOE              | 289    | 12.87% | 1        |

| 2007年5月27日自治体選挙 |        |        |          |
| 政党                    | 得票数 | 得票率 | 獲得議席 |
| PPdeG                   | 974    | 43.33% | 5        |
| BNG                     | 929    | 41.33% | 5        |
| PSdeG-PSOE              | 330    | 14.68% | 1        |

| 2011年5月22日自治体選挙 |        |        |          |
| 政党                    | 得票数 | 得票率 | 獲得議席 |
| BNG                     | 1,262  | 57.57% | 7        |
| PPdeG                   | 600    | 27.37% | 3        |
| PSdeG-PSOE              | 300    | 13.69% | 1        |

## 史跡・名所
- ナライーオ城（Castelo de Naraío） - ナライーオ教区カストロ川河畔の高台にある中世の城砦跡。

## 教区
サン・サドゥルニーニョは7の教区に分けられている。太字は自治体中心地区のある教区。
- バルダーオス（サンタ・マリーア）
- フェレイラ（サン・パイオ）
- イグレシャフェイタ（サンタ・マリーア）
- ラーマス（サン・シアーオ）
- ナライーオ（サンタ・マリーア）
- サン・サドゥルニーニョ（サンタ・マリーア）
- サンタ・マリーニャ・ド・モンテ（サンタ・マリーニャ）